# 乌木滩水库
乌木滩水库是中国四川省达州市大竹县境内的一座水库，位于渠江水系州河支流东柳河上，建于1960年。水库正常库容为3450万立方米，集雨面积为70平方千米，海拔为401.45米。